# Mila Bernardina Crnogorac
Mila Bernardina Crnogorac (Sovići, Grude, 1944.) je hrvatska i bosanskohercegovačka pjesnikinja, pripovjedačica i dramska spisateljica.

## Životopis
U Družbu sestara milosrdnica sv. Vinka Paulskoga ušla 1960. godine. Na Katehetskom institutu bogoslovnog fakulteta u Zagrebu položila ispite za katehisticu 1963. godine. Kao vjeroučiteljica radila nekoliko godina u Livnu, potom u Makarskoj.

## Djela
- "Trag", (pjesme, 1994.),
- "Vrijeme i ja", (drame i recitali, 1997.)

## Vanjske poveznice
- Družba  Arhivirana inačica izvorne stranice od 6. listopada 2009. (Wayback Machine)